# Daryl Holton
Daryl Keith Holton (23 de noviembre de 1961- 12 de septiembre de 2007) fue un asesino de niños convicto estadounidense, ejecutado por electrocución en la silla eléctrica a manos del estado de Tennessee el 12 de septiembre de 2007, en la Prisión de Máxima Seguridad Riverbend en Nashville. 

## Crimen
Holton, un veterano de la Guerra del Golfo, tenía 36 años cuando disparó a sus tres hijos y su medio-hermana (Stephen Edward Holton (12), Brent Holton (10), Eric Holton (6), and Kayla Marie Holton (4)) con un rifle semiautomático de fabricación china el 30 de noviembre de 1997, en el garaje donde él mismo trabajaba en Shelbyville, Tennessee. Holton era divorciado y su exmujer se había quedado con la custodia de los hijos. Aproximadamente, una hora más tarde, Holton se entregó a la Policía de Shelbyville y le confesó a los investigadores que había matado a los niños porque  "las familias deben estar unidas, un padre ha de estar con sus hijos". También afirmó que tenía en mente matar a su exmujer, pero cambió de idea porque la quería demasiado.

## Juicio
En el  juicio, el cual tuvo lugar en junio de 1999, Holton renunció a realizar una declaración autoinculpatoria, y a pesar de que su abogado trató de convencer al jurado de que Holton era mentalmente incompetente en el momento de cometer los crímenes, el jurado halló a Holton culpable y fue condenado a muerte. 
Durante su estancia en la cárcel, Holton se convirtió en un experto abogado amateur y tomó las medidas oportunas para ignorar todos los procesos de apelación previstos en las leyes de los Estados Unidos. También rechazó los abogados de oficio que proporcionó el Gobierno Federal o el Gobierno del Estado de Tennessee que le ofrecieron asistencia y consejos legales. Por esta razón, a menudo se le incluye entre los llamados "voluntarios " del corredor de la muerte.

## Ejecución
Holton eligió morir en la  silla eléctrica antes que mediante la inyección letal el cual es actualmente el método de ejecución más usado en Tennessee. Las personas en el corredor de la muerte que cometieron su delito capital cuando la silla eléctrica aún era el método de ejecución oficial se les permite elegir entre ambos métodos. Holton fue la primera persona en ser ejecutada por electrocución en Tennessee con este método en 47 años.  
En los momentos inmediatamente anteriores a la ejecución, el director de la prisión Ricky Bell preguntó a Holton si tenía unas últimas palabras que decir, el contestó: "Dos palabras: Lo hice" . En contra de lo que se pudiera esperar como su última comida eligió el menú del día de la prisión que consistía en un bocadillo de chorizo, una menestra de verduras, frijoles al horno, un pastel con nata, y un té helado para beber. 
La ejecución de Holton fue la cuarta en Tennessee desde el año 2000 y la primera en la silla eléctrica desde 1960.